# Птах-гончар
Птах-гончар (Thripadectes) — рід горобцеподібних птахів родини горнерових (Furnariidae). Представники цього роду мешкають в Центральній і Південній Америці.

## Види
Виділяють сім видів:
- Птах-гончар колумбійський (Thripadectes ignobilis)
- Птах-гончар строкатий (Thripadectes flammulatus)
- Птах-гончар перуанський (Thripadectes scrutator)
- Птах-гончар темноголовий (Thripadectes rufobrunneus)
- Птах-гончар чорнодзьобий (Thripadectes melanorhynchus)
- Птах-гончар смугастий (Thripadectes holostictus)
- Птах-гончар еквадорський (Thripadectes virgaticeps)

## Етимологія
Наукова назва роду Thripadectes походить від сполучення слів дав.-гр. θριψ — короїд і δηκτης — той, хто кусає.